# Ngiri
Ngiri är en flod i Kongo-Kinshasa, och utgör  ett biflöde till Oubangui. Den rinner genom provinserna Sud-Ubangi och Équateur, i den nordvästra delen av landet, 600 km nordost om huvudstaden Kinshasa. Floden är den enda transportleden till de inre delarna av territoriet Bomongo, men är inte farbar med större fartyg under torrperioden. Chenal de Lobengo förbinder Ngiri med Kongofloden och bildar en genväg förbi Triangle de la Ngiri.